# Ruslana Taran
Ruslana Oleksijiwna Taran (ukrainisch Руслана Олексіївна Таран; * 27. Oktober 1970 in Jewpatorija) ist eine ehemalige ukrainische Seglerin.

## Erfolge
Ruslana Taran nahm dreimal an Olympischen Spielen teil. Bei den Olympischen Spielen 1996 in Atlanta und 2000 in Sydney ging sie jeweils in der 470er Jolle mit Olena Pacholtschyk an den Start. Mit 38 Punkten gewannen sie 1996 hinter dem spanischen und dem japanischen Boot ebenso die Bronzemedaille, wie vier Jahre später, als sie mit 48 Punkten die olympische Regatta hinter dem australischen und dem US-amerikanischen Boot ebenfalls auf dem dritten Rang beendeten. Die Spiele 2004 in Athen bestritt Taran in der Bootsklasse Yngling. Gemeinsam mit ihren Crewmitgliedern Hanna Kalinina und Switlana Matewuschewa gewann sie die Silbermedaille, als sie dank 50 Punkten hinter dem britischen und vor dem dänischen Boot Zweite wurde. Im selben Jahr gewann sie im Yngling Bronze bei den Europameisterschaften. In der 470er Jolle war sie mit Pacholtschik bei Welt- und Europameisterschaften deutlich erfolgreicher gewesen: 1995 wurden sie in Toronto zunächst Vizeweltmeister, ehe ihnen 1997 in Tel Aviv, 1998 in Mallorca und 1999 in Melbourne insgesamt dreimal in Folge der Titelgewinn gelang. Zwischen 1993 und 1999 wurden sie außerdem sechsmal Europameister.
1997 zeichnete der Weltverband World Sailing Taran und Pacholtschyk als Weltseglerinnen des Jahres aus. Für ihre Erfolge erhielt sie 1999 den Verdienstorden zweiter Klasse und 2004 den Orden der Prinzessin Olga zweiter Klasse.